# Косковский, Влодзимеж
Влодзи́меж Коско́вский (пол. Włodzimierz Koskowski; 1893—1965) — польский учёный-физиолог, педагог, доктор медицины, профессор экспериментальной фармакологии Львовского университета, председатель Главного управления Польского общества Красного Креста (1940—1945).

## Биография
Родился в городе Лащов Томашевского уезда Люблинской губернии (ныне Лащув Томашувского повята Люблинского воеводства Польши). После окончания гимназии, с 1911 по 1918 год изучал медицину во Львовском университете им. Яна-Казимира и Сорбонне в Париже. Учился у профессора фармакологии Леона Попельского и лауреата Нобелевской премии по физиологии и медицине (1913 г.) Шарля Рише.
Участник битвы за Львов во время Польско-украинской войны в 1918 г.
Офицер, военврач Войска Польского в 1918—1921 г. Участник советско-польской войны.
В 1921—1923 стажировался в Лозаннском институте физиологии у Н. М. Артуса, затем в Лондоне и Балтиморе (1924).
Степень доктора медицины получил в 1918 году во Львовском университете им. Яна Казимира. В 1924 г. — адъюнкт-профессор экспериментальной фармакологии. Тогда же получил степень доктора фармакологии.
В 1927 г. стал почётным членом академической корпорации «Obotritia».
С 1925 по 1939 год — профессор экспериментальной фармакологии Львовского университета, руководитель фармацевтического отделения (1930—1936), в 1936—1938 годах — декан медицинского факультета университета.
В 1939 году в связи с началом мировой войны эмигрировал на Запад.
Во время Второй мировой войны был председателем Главного управления Польского общества Красного Креста (13 августа 1940 — сентябрь 1945).
В 1941—1947 г. трудился профессором фармакологии и общей терапии польского отделения медицинского факультета в университете Эдинбурга. Позже в 1949—1963 г. — факультета фармакологии и физиологии в университете Александрии. В 1963—1965 г. — врач в г. Суиндон (графство Уилтшир, Англия).
Влодзимеж Косковский был членом-корреспондентом (1933), с 1935 г. действительным членом Польской академии знаний, постоянным членом Варшавского научного общества (с 1946 года).

## Научная работа
Основными направлениями научной деятельности В. Косковского были физиология и патология пищеварительного тракта, сердечно-сосудистой системы; строение и фармакокинетика препаратов, действующих на эти системы организма; клиническая патология, иммунопатология.
Он также исследовал влияние гистамина на выделение желудочного сока.
Доказал, что белковая диета после голодания приводит к накоплению в крови гистамина, вследствие чего развиваются отеки. Экспериментировал на себе влияние гистамина на желудочную секрецию и общее состояние организма, вводя самому себе подкожно гистамин.
Изучал лечебные свойства минеральных вод курортов: Моршин и Трускавца.
Был соучредителем курорта в Моршине для работников и студентов Львовского университета.

## Избранные труды
Автор около 100 научных работ на польском, английском, французском, немецком, итальянском языках, среди них 2 монографии и учебник.
- Anatomia opisowa według wykładów Edwarda Lotha (1915, в соавт.)
- O tak zwanych awitaminozach (1923);
- Wplyw hiastaminy na wydzielanie soku jelitowego (1925);
- Badania nad zachowaniem bialych cialek krwi w czasie wstrzesu hemoklazycznego (1926);
- O nikotynie i paleniu tytoniu (монография) (1925);
- Z badan nad rolie fizjologicznym histaminy w ustroju (монография) (1931);
- Farmakologja (учебник) (1933);
- O starości (монография)(1959)
- The habit of tobacco smoking (1955)

## Педагогическая деятельность
Подготовил 5 профессоров.

## Награды
- Крест Храбрых (дважды)
- Крест Обороны Львова с мечами